# Gymnocranius
Gymnocranius – rodzaj ryb z rodziny letrowatych.

## Klasyfikacja
Gatunki zaliczane do tego rodzaju:
- Gymnocranius audleyi
- Gymnocranius elongatus
- Gymnocranius euanus
- Gymnocranius frenatus
- Gymnocranius grandoculis
- Gymnocranius griseus
- Gymnocranius microdon
- Gymnocranius oblongus